# StrongARM

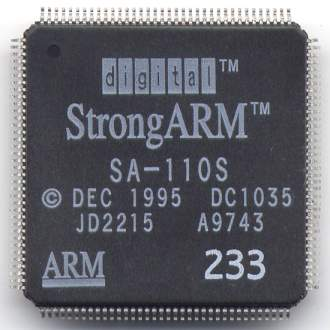
DEC StrongARM SA-110

StrongARM — сімейство мікропроцесорів, які реалізовували набір інструкцій ARM V4. Розробка корпорації Digital Equipment Corporation (DEC), пізніше продана Intel, яка продовжила випуск доти, доки не замінила їх на XScale.

## Історія
Спільний проєкт DEC та Advanced RISC Machines, метою якого було створення швидшого процесора ARM. StrongARM був адресований верхньому сегменту ринку вбудованих та мобільних процесорів, забезпечуючи відносно високу продуктивність за низького споживання енергії для КПК та цифрових телеприставок. Проєкт розпочато 1995 року і досить швидко випущено перший зразок, SA-100.
Традиційно мікропроцесори DEC розроблялися в Массачусетсі, проте для використання ресурсів Кремнієвої долини було відкрито новий центр розробок під керівництвом Дена Добберпула. Центр був розташований в Пало-Альто, Каліфорнія, і в ньому розроблено основи архітектури StrongARM. Інший центр, який також брав участь у розробці, було відкрито в Остіні, штат Техас, де зібрали розробників DEC, які повернулися з Apple і Motorola.
1997 року DEC погодилася продати StrongARM компанії Intel, як частину врегулювання судового позову. Intel використовувала StrongARM для заміни своїх старих лінійок RISC-процесорів, i860 та i960.
Нове ядро StrongARM, SA-2 розроблено в Intel. Його представлено 2000 року під назвою XScale.

## Моделі
- SA-110
- SA-1100
- SA-1110
- SA-1500

## SA-110
SA-110 був першим мікропроцесором у сімействі StrongARM. Про перші версії з тактовою частотою 100, 160 і 200 МГц оголошено 5 лютого 1996 року. Одночасно з оголошенням стали доступні передсерійні зразки, масовий випуск розпочато в середині 1996 року. Про швидші версії з частотами в 166 і 233 МГц були оголошено 12 вересня 1996 року. Передсерійні зразки були доступні з моменту оголошення, валовий випуск розпочато в грудні того ж року. 1996 року SA-110 був найпродуктивнішим процесором для мобільних пристроїв.